# Cmentarz żydowski w Świdnicy
Cmentarz żydowski w Świdnicy – nieużytkowany cmentarz żydowski w Świdnicy przy ul. Esperantystów na skrzyżowaniu z ulicą Stęczyńskiego.
Cmentarz o powierzchni 0,4 ha, położony na niewielkim wzniesieniu, został założony w 1815. Jego teren jest otoczony niekompletnym murem. Ostatnich pochówków dokonano w latach 50. XX wieku. W 1963 ustawiono przy głównej alei pomnik ku czci powstania w getcie warszawskim. W 2005 młodzież gimnazjalna uporządkowała teren cmentarza. Na terenie kirkutu zachowało się kilka nagrobków głównie z okresu powojennego. Nekropolia jest mocno zdewastowana.